# Gemeinde Moravske Toplice
Moravske Toplice (ung. Alsómarác, dt. Moratz, auch Toplitz) ist der Name einer Gemeinde in der historischen Landschaft Prekmurje, Region Pomurska in Slowenien.
Verwaltungssitz ist die Ortschaft Moravske Toplice.

## Geografie
Die Kommune nimmt den südöstlichen Teil des Hügel- und Grabenlandes von Goričko ein und beansprucht mit dem südlichen Gemeindegebiet schon Teile des weitläufigen von Ledava und Mur gebildeten Flachlandes von Ravensko und Dolinsko. Der Gemeindebezirk erstreckt sich über eine Fläche von 144,5 km² und grenzt im Norden an die Gemeinden Gornji Petrovci und Šalovci, im Osten an das Nachbarland Ungarn sowie die Gemeinde Kobilje, im Süden an die Gemeinden Dobrovnik, Turnišče und Beltinci und im Westen an die Gemeinden Murska Sobota und Puconci.

## Ortschaften der Gesamtgemeinde
Die Kommune setzt sich aus 28 Ortschaften zusammen. Hinter den heutigen Ortsnamen sind die amtlichen ungarischen Exonyme von 1890 in Klammer angeführt.
- Andrejci (Andorhegy)
- Berkovci (Berkeháza)
- Bogojina (Bogonya)
- Bukovnica (Bakónak)
- Čikečka vas (Csekefa)
- Filovci (Filóc)
- Fokovci (Úrdomb)
- Ivanci (Zalaivánd)
- Ivanjševci (Alsójánosfa)
- Ivanovci (Alsószentbenedek)
- Kančevci (Felsőszentbenedek)
- Krnci (ung. Lendvakislak, dt.  Gernschik)
- Lončarovci (Gerőháza)
- Lukačevci (Lukácsfa)
- Martjanci (Mártonhely)
- Mlajtinci (Kismálnas)
- Moravske Toplice (ung. Alsómarác, dt. Toplitz)
- Motvarjevci (Szécsiszentlászló)
- Noršinci (Újtölgyes)
- Pordašinci (Kisfalu)
- Prosenjakovci (ung. Pártosfalva, dt. Sankt Niklas)
- Ratkovci (Rátkalak)
- Sebeborci (Szentbibor)
- Selo (ung. Nagytótlak, dt. Laak)
- Središče (Kisszerdahely)
- Suhi Vrh (Szárazhegy)
- Tešanovci (Mezővár)
- Vučja Gomila (Zsidahegy)

## Nachbargemeinden
| Gornji Petrovci | Šalovci                                      |         |
| Puconci         | Kompassrose, die auf Nachbargemeinden zeigt  | Ungarn  |
| Murska Sobota   | Murska Sobota, Beltinci, Turnišče, Dobrovnik | Kobilje |

## Sehenswürdigkeiten
Bekannt ist der 719 Einwohner zählende Ort Moravske Toplice durch sein Thermalwasser. Als 1960 südlich von Moravci nach Erdöl gebohrt wurde, stieß man in 1.417 m Tiefe statt auf das erhoffte Öl auf 72 °C heißes Wasser. Die Dorfbewohner erkannten die Wirkung des Wassers und reagierten prompt. 1962 bauten sie ein einfaches Becken. Die Geschichte des Thermalbades begann. Heute steht mit der „Terme 3000“ ein modernes Bad in Moravske Toplice.
Im Gemeindeteil Bogojina steht die Kirche „Weiße Taube“ des bekannten Architekten Jože Plečnik. Der Ort Filovci ist bekannt für seine Töpfereien.